# Sybra modestior
Sybra modestior là một loài bọ cánh cứng trong họ Cerambycidae.